# 陈治胜
陈治胜（1966年7月—），男，汉族，河南潢川人。1989年5月加入中国共产党，1989年7月参加工作。现任河南省自然资源厅党组书记、厅长。

## 简历
1989年毕业于西南农业大学，后进入河南省土地勘测规划队工作；
2015年5月，任河南省国土资源厅副厅长；2018年11月，任河南省自然资源厅副厅长；
2019年12月，任河南省人民政府副秘书长；
2022年3月，任河南省自然资源厅党组书记、厅长。